# Gertrud Håkansson

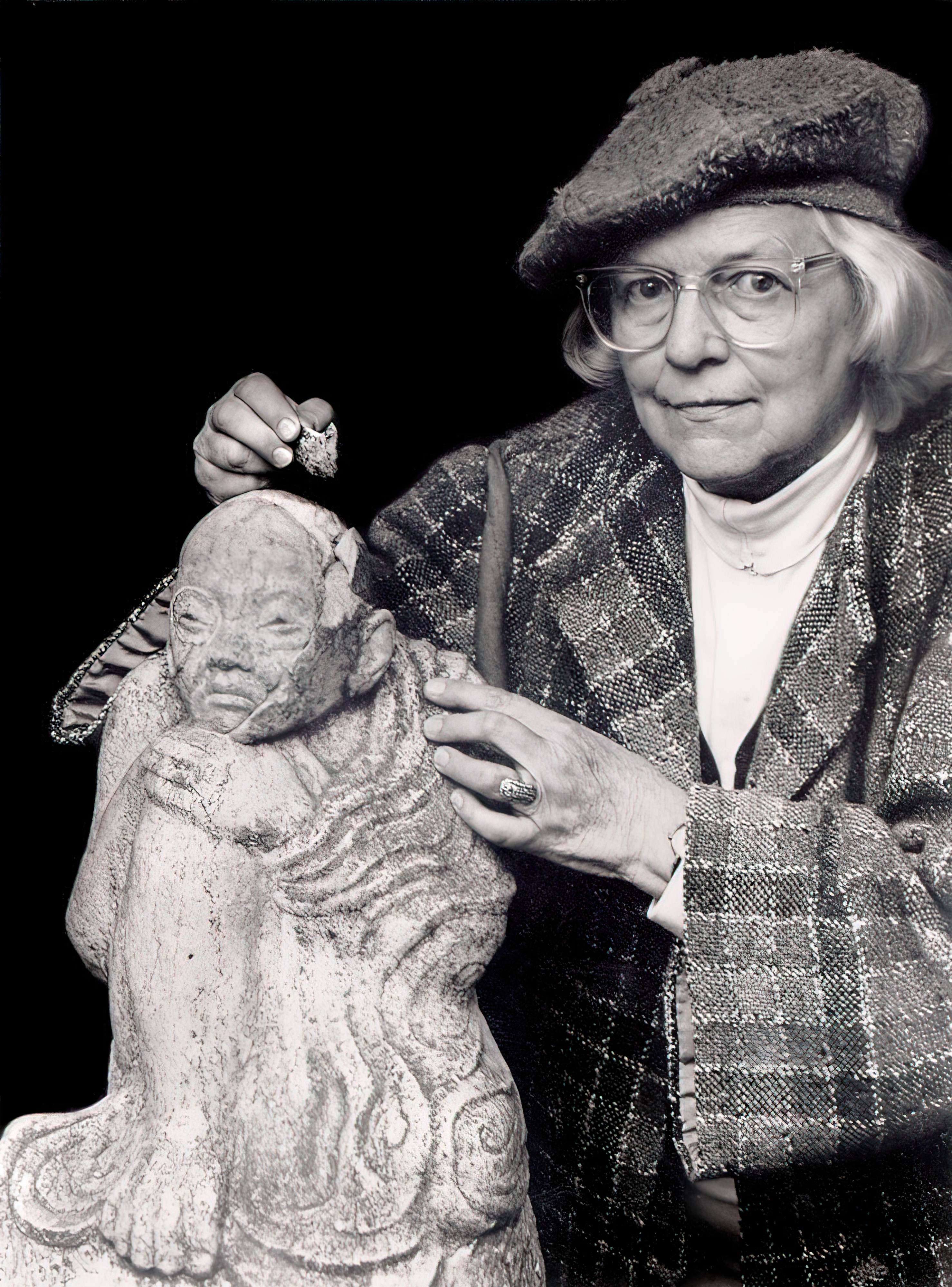
Gertrud Håkansson med sin skulptur Mediterande Buddha efter en vandalisering i Slottsparken i Malmö 1987.

Gertrud Ingeborg Håkansson, född 3 november 1918 i Karlshamn, död 2007, var en svensk målare, skulptör och konsthantverkare.
Hon var dotter till inköpschefen Ernst Håkansson och Alma Jonson. Håkansson studerade vid Skånska målarskolan i Malmö 1938 och vid Zadigs skulpturskola 1939 samt för konstnären Anders Olson. Hon debuterade i en utställning med Skånes konstförening 1940 och har därefter medverkat i ett stort antal utställningar bland annat i Tolv skånska konstnärinnor i Trelleborg 1950. Hon tilldelades Malmö stads kulturstipendium 1977. Hennes konst består av målade porträtt, figurer, stilleben och landskap samt modellerade porträttskulpturer och mindre figurgrupper samt arbeten i keramik. 